# Finer feelings
Finer feelings ("Los sentimientos más finos") es el último sencillo publicado del álbum Let's Get to It de la cantante pop australiana Kylie Minogue. De hecho, en principio debía seguir al sencillo "Word is Out", pero finalmente se postergó en beneficio de "If you were with me now. 
"Finer Feelings" se publicó en abril de 1992. Fue remezclado por Brothers In Rhythm, y por muy poco no entró en los Top 10, alcanzando el N.º 11 en las listas del R.U. El romántico video fue una vez más dirigido por Dave Hogan ("What Do I Have To Do", "Shocked") y se filmó recreando la atmósfera de París de los años 30 y 40. 
"Finer Feelings" es una canción favorita de los fanáticos, pero no fue incluida en la reciente compilación de éxitos de Kylie, "Ultimate Kylie".

## Sencillos
7" Single PWL 9031-77211-7	1992
1. Finer Feelings (Brothers In Rhythm 7" Mix)	3:47
2. Closer (Edit)  3:57
sencillo en CD año 1992
1. Finer Feelings - (Brothers in Rhythm 7" mix)
2. Finer Feelings - (Brothers in Rhythm 12" mix)
3. Finer Feelings - (Original Mix)
4. Closer - (The Pleasure Mix)

## Listas
| Chart (1992) | Máxima posición |
| ------------ | --------------- |
| Australia    | 60              |
| Irlanda      | 16              |
| Israel       | 2               |
| Reino Unido  | 11              |